# Bánh tráng phơi sương
Bánh tráng phơi sương là loại bánh tráng đặc sản ở thị xã Trảng Bàng - Tây Ninh. Bánh dẻo, có vị mặn, có dạng hình tròn tương tự với các loại bánh tráng khác nhưng có màu trắng đục hơn và lấm tấm những hạt bong bóng nổi trên mặt bánh, có thể sử dụng trực tiếp không cần phải nhúng nước hay nướng giòn. Bánh tráng phơi sương đang được Sở Khoa học - công nghệ tỉnh Tây Ninh làm thủ tục để đăng ký thương hiệu: bánh tráng phơi sương Trảng Bàng, và được nhiều sự quan tâm của thực khách khắp nơi.Bánh tráng phơi sương có đặc tính hơi dai không thích hợp cho những người có vấn đề về răng